# プレイバックPart2
「プレイバックPart2」（プレイバック パート・ツー）は、1978年5月1日にリリースされた山口百恵の22枚目のシングルである。発売元はCBSソニー。「赤い衝撃」以来となる50万枚以上のセールスを記録。ギター演奏は矢島賢。

## 解説

### Play Back
歌詞中の「Play Back」とは「巻き戻し（戻す）」を意味する。歌詞は、現在起こっているできごとのキーワードをきっかけに昨夜のことを思い出すという展開になっており、キーワード →「ちょっと待って！　Play Back！」→ 静寂（巻き戻し）→ キーワード → 回想という流れになっている。タイトルどおり、楽曲は1番の途中で演奏が一時止まり、再び始まるという趣向であった。2番のこの部分のキーワードは「勝手にしやがれ」である。これは、カーラジオから流れてきた「ステキな唄」が沢田研二の「勝手にしやがれ」であることを示唆し、同曲中の「飛び出していった女」のその後とも重なる一種のアンサーソングとなっている。

### 製作の経緯
元々はプロデューサーの酒井政利の発案から「プレイバック」というタイトルが決められ、阿木燿子に作詞を依頼。その後、馬飼野康二と宇崎竜童に作曲を依頼し、宇崎版が採用された。しかしまだ物足りなかったスタッフが阿木と宇崎に作り直しを依頼。翌日にはレコーディングしないとプレスに間に合わないという状況の中、2人はこの曲を更に一晩で作り、翌日にはアレンジャーに渡し、レコーディングまで済ませたという。歌詞中の「馬鹿にしないでよ」は酒井のこの無茶振りに阿木が頭に来た事に由来する。タイトルに「Part2」が入っているのも、元はこうした製作の経緯による。なお、馬飼野作曲版の「プレイバックPart1」は、本作の翌月に発売されたベストアルバム『THE BEST プレイバック』に、シングルB面用だった「たそがれ祭り」と共に収録されている（シングルカットはされていない）。

### 「ポルシェ」の型式
歌詞に登場する「真紅なポルシェ」の型式に関しては、様々な見解があり、現在でも確定されてはいない（当時生産のモデルはポルシェ#市販モデルを参照）。宇崎はピストン西沢との対談の際に「女性が街中で乗ってるって事だと、アウディかフォルクスワーゲンで作ってた方のポルシェ（914または924）じゃないのかな？」と述べている。
阿木はこの「真紅なポルシェ」の型式に関して一切明言していないため、真相は不明である。

### 放送局における取扱い
山口がNHKの特別番組「第4回ヤング歌の祭典」（1978年5月2日放送）で歌唱した際は、歌詞中の「真紅なポルシェ」の部分が広告・宣伝放送（他人の営業に関する広告の放送）を禁止した放送法83条1項および日本放送協会定款51条に抵触する「商品または企業の宣伝」とみなされることから「真紅なクルマ」に改変して歌っていた。しかし『第29回NHK紅白歌合戦』（1978年12月31日）自身初の紅組トリで出場した際の歌唱以後はNHKでも「ポルシェ」と歌っている。
曲中に場面転換として一時無音になるという演出は、当時はまだ珍しかった。これを曲の終わりと勘違いされないための配慮として、無音の間をスティック・フリップでつないで曲がまだ終わっていないことを明示したり、無音そのものを省略することなどで対応するテレビ局もあった。
「8時だョ!全員集合」内の「少年少女合唱隊」コーナーにおいて長調と短調がテーマになった際、最初にサンプルとして山口本人が本曲を長調に直したものを1/3ほど歌唱した。かなり歌いにくそうにしており、歌唱が一段落する毎に苦笑していた。

## 収録曲
| 全作詞: 阿木燿子、全作曲: 宇崎竜童、全編曲: 萩田光雄。 |                         |          |            |      |
| #                                                      | タイトル                | 作詞     | 作曲・編曲 | 時間 |
| 1.                                                     | 「プレイバック Part 2」 | 阿木燿子 | 宇崎竜童   | 3:20 |
| 2.                                                     | 「賭け」                | 阿木燿子 | 宇崎竜童   | 3:05 |
| 合計時間:                                              | 合計時間:               | 6:25     |            |      |

## 品番
- 1978年5月1日 - EP: 06SH 331（シングル）
- 1989年3月21日 - 8cmCD: 10EH 3183（「Platinum Single SERIES」 片面: 乙女座 宮）
- 2004年6月23日 - 8cmCD: MHCL 10040（「ドラマチック」 初回紙ジャケ仕様盤）

## 関連作品
プレイバックPart2
- THE BEST プレイバック
- ドラマチック
- Again 百恵 あなたへの子守唄
- 33 SINGLES MOMOE
- 山口百恵ベスト・コレクション
- 百恵復活
- 百恵クライマックス
- 百惠辞典
- 山口百惠ベスト・コレクションII 〜いい日旅立ち〜
- ベスト・セレクション Vol.2
- GOLDEN J-POP/THE BEST 山口百惠
- 2000 BEST 山口百恵 ベスト・コレクション
- GOLDEN☆BEST 山口百恵 PLAYBACK MOMOE part2
- 山口百恵ベスト・コレクション VOL.2
- MOMOE PREMIUM
- Complete MOMOE PREMIUM
- コンプリート百恵伝説
- GOLDEN☆BEST 山口百恵 コンプリート・シングルコレクション

プレイバックPart2（ライブ音源）
- 百恵ちゃんまつり'78
- 山口百恵リサイタル -愛が詩にかわる時-
- 伝説から神話へ -BUDOKAN…AT LAST-
- MOMOE LIVE PREMIUM

プレイバックPart2（ニューアレンジ＆ボーカル別テイク）
- 百恵回帰
- コンプリート百恵回帰

賭け
- THE BEST プレイバック
- 百惠辞典
- MOMOE PREMIUM update
- Complete MOMOE PREMIUM

プレイバックPart1
- THE BEST プレイバック
- GOLDEN J-POP/THE BEST 山口百惠
- MOMOE PREMIUM update
- Complete MOMOE PREMIUM
- コンプリート百恵伝説

プレイバックPart1（ライブ音源）
- 伝説から神話へ -BUDOKAN…AT LAST-
- MOMOE LIVE PREMIUM

## カバーしたアーティスト
プレイバックPart2
- 仁藤優子（1990年、カバーアルバム『EASTER』に収録）
- ノーランズ（1991年）
- 辛島美登里（2004年、トリビュートアルバム『山口百恵トリビュート Thank You For…』に収録）
- 上戸彩「エンタの神様」にて企画PV
- 幸佳（2008年）
- misono（2009年）
- 森恵（2013年、カバーアルバム『Grace of the Guitar』に収録）
- PENICILLIN（2014年、シングル『SOL』に収録）
- 西田あい（2015年、カバーアルバム『あいの唄 〜Love Songs〜』に収録）
- 秋川雅史（2016年）
- PUSHIM （2016年、カバーアルバム『THE ノスタルジックス』に収録[10]）
- 三浦祐太朗（2017年、カバーアルバム『I'm HOME』に収録）
- 桑田佳祐（2019年、ライブ・ビデオ『平成三十年度! 第三回ひとり紅白歌合戦』に収録）
- ANNA（中村あゆみ & 相川七瀬）（2019年、ミニアルバム『W』に収録[11]。）
- JUJU（2023年、カバーアルバム『スナックJUJU ～夜のRequest～『帰ってきたママ』』に収録[12]。）

## 舞台
2005年12月、ホリプロ創業45周年を記念して山口が残した数々の名曲を題材とした「山口百恵トリビュートミュージカル『プレイバックpart2〜屋上の天使』」が上演された。主演は高畑充希。
キャスト
- 高畑充希、榊原郁恵、今陽子、鶴見辰吾、比企理恵、ROLLY、曾我泰久、さいねい龍二、木村了、新納慎也、西村直人、中島文明、風間水希、杉崎真宏、林希、星野園美、吉岡麻由子、飯野めぐみ、奥山寛、島田裕樹、原田みのる、神原麻由

スタッフ
- 作・演出：ラサール石井
- 脚本：尾崎将也

## 備考
テレビアニメ『宇宙戦艦ヤマト2』の第12話で、宇宙ボタルにやられたアナライザーが、本曲を歌いながら暴れるシーンがある。
1983年に公開された滝田洋二郎監督のピンク映画『痴漢電車　百恵のお尻』で本曲が挿入歌として使用されている。
1983年に公開された川島透監督の映画『竜二_(映画)』より、本曲が挿入歌として使用されている。
1989年(平成元年)にNHKで放送された『心に残る昭和の歌ベスト200曲』では200位にランクインした。
1999年に江崎グリコ「トマトプリッツ」のCM（出演：片瀬那奈）で替え歌が使用された。また｢ちょっと待って プレイバック、プレイバック!｣の部分は文字通り｢映像を巻き戻す｣シーンで使われることがあり、その一例にはスバル・プレオ(初代RA系初期型)のCMがある。